# Abaciscus shaneae
Abaciscus shaneae là một loài bướm đêm thuộc họ Geometridae. Nó được Holloway miêu tả năm 1993. Nó được tìm thấy ở Borneo.
Sải cánh dài khoảng 17 mm.